# Barry Russo
John Duke „Barry“ Russo (* 3. Mai 1925 in Newton, Massachusetts, Vereinigte Staaten; † 13. Dezember 2003 in Honolulu, Hawaii) war ein US-amerikanischer Filmschauspieler.

## Leben
Russos Schauspielkarriere begann mit Nebenrollen in zahlreichen Fernsehserien Ende der 1950er Jahre. In den 1960ern war er zum Beispiel in der ersten Staffel der Fernsehserie Raumschiff Enterprise zu sehen und hatte mehrere Auftritte in den Erfolgsserien The F.B.I. und Kobra, übernehmen Sie. Später folgten Rollen in Mannix und Hawaii Fünf-Null, insgesamt war Russo von 1957 bis 1978 in über hundert Folgen verschiedener Serien und mehreren Filmen zu sehen.
Obwohl Russo nie Hauptrollen spielte, war er durch die Vielzahl seiner Serienrollen ein bekanntes Gesicht. Sein Name wurde eher wenig bekannt, zumal er unter wechselnden Künstlernamen in Erscheinung trat.

## Filmografie (Auswahl)
- 1957: Die Bestie aus dem Weltenraum (20 Million Miles to Earth)
- 1957: Corky und der Zirkus (Circus Boy, TV-Serie, 1 Folge)
- 1958: Have Gun – Will Travel (TV-Serie, 1 Folge)
- 1959–1962: Die Unbestechlichen (TV-Serie, 7 Folgen)
- 1960: Pay or Die
- 1961: Bat Masterson (TV-Serie, Folge 3x15)
- 1961–1963: 77 Sunset Strip (TV-Serie, 3 Folgen)
- 1962: Rauchende Colts (Gunsmoke, TV-Serie, 1 Folge)
- 1962: Ein Sommer in Florida (Follow That Dream)
- 1965–1973: FBI (TV-Serie, 10 Folgen)
- 1966–1971: Kobra, übernehmen Sie (TV-Serie, 3 Folgen)
- 1967–1968 Raumschiff Enterprise (Star Trek, TV-Serie, 2 Folgen)
- 1971: Longstreet
- 1972: The Man
- 1972–1974: Mannix (TV-Serie, 2 Folgen)
- 1973: Barnaby Jones (TV-Serie, 1 Folge)
- 1973: Letters from Three Lovers
- 1973: Der Don ist tot (The Don Is Dead)
- 1974: Harry-O (TV-Serie, 1 Folge)
- 1975: Straßen der Nacht (Hustle)
- 1977–1978: Hawaii Fünf-Null (Hawaii Five-O, TV-Serie, 4 Folgen)